# Merulina scabricula
Espèce
Statut CITES
Merulina scabricula est une espèce de coraux appartenant à la famille des Merulinidae.